# Рапла (волость)
Рапла (ест. Rapla vald) — волость в Естонії, у складі повіту Рапламаа. Волосна адміністрація розташована у повітовому місті Рапла.

## Розташування
Площа волості — 243,29 км², чисельність населення станом на 2014 рік становить 9475 осіб.
Адміністративний центр волості — місто Рапла. Крім того, на території волості знаходяться ще 3 селища (Алу (Alu), Хагуді (Hagudi), Куусіку (Kuusiku)) і 38 сіл: Яхерді (Äherdi), Алу-Метскюла (Alu-Metsküla), Аранкюла (Aranküla), Хагуді (Hagudi), Ііра (Iira), Йуула (Juula), Калеві (Kalevi), Келба (Kelba), Коділа (Kodila), Коділа-Метскюла (Kodila-Metsküla), Коігі (Koigi), Киргу (Kõrgu), Куку (Kuku), Куусіку-Нимме (Kuusiku-Nõmme), Лірсту (Lipstu), Махламяе (Mahlamäe), Мяллу (Mällu), Миісаасеме (Mõisaaseme), Нимме (Nõmme), Оела (Oela), Охулепа (Ohulepa), Оола (Oola), Паламулла (Palamulla), Пуріла (Purila), Рака (Raka), Рідакюла (Ridaküla), Рьоа (Röa), Селі (Seli), Селі-Нурме (Seli-Nurme), Сікелді (Sikeldi), Сулепере (Sulupere), Тапупере (Tapupere), Тирма (Tõrma), Туті (Tuti), Юлейие (Ülejõe), Уускюла (Uusküla), Вялйатагусе (Väljataguse), Валту (Valtu).